# 鶴田浩二
鶴田 浩二（、1924年〈大正13年〉12月6日 - 1987年〈昭和62年〉6月16日）は、日本の俳優、歌手。
昭和を代表する映画俳優の一人として数多くの映画やドラマに主演。戦後派として登場し、甘さと翳りを兼ね備えた天賦の美貌で一躍トップスターに躍り出た。若いころは絶世の美男子としてアイドル的人気を博したが、中年期からは任侠映画や戦争もので見せた渋い魅力で、日本映画界を代表するスターとして長らく君臨した。また、歌手としても独特の哀愁を帯びた声と歌唱法で知られた。

## 経歴

### 生い立ち
兵庫県西宮市出生。戸籍上の出身地は、静岡県浜松市。本名は小野 榮一（）。
西宮時代、父と母が結婚していなかったのは、鶴田の父である大鳥の家が鶴田の母との婚姻を許可しなかったためである。鶴田の母は、鶴田を連れて西宮から浜松へと移り住み、別の男性と婚姻した。母は、水商売をして生計を立てていたため、幼かった鶴田は目の不自由な祖母と狭い長屋で暮らしていた。祖母は鶴田の母を産んだ際に栄養失調によって失明。祖母との2人暮らしは極貧そのもので、洗面器で米を炊いていたという。
ほどなく祖母が他界。家でたった1人の生活となる。母会いたさに遊廓へ1人で向かったが、客商売の仕事中だった母は相手にしてくれなかった。そのうえ、義父は博打好きで幼児期には貯金箱を割ってまで金を奪ったり、のちに鶴田が映画界の大スターになってからも不在時を狙って博打代金を借りにきた。
こうした幼少期の思い出から、鶴田は嫌いなものに祖母と二人で毎日見た夕日を挙げている。また、鶴田の娘も父の少年時代の思い出話について、友達と遊んだとかそういったほのぼのとした話題が全くなかったとしている。

### 少年時代～青年時代
14歳のときに俳優に憧れ当時時代劇スターであった高田浩吉の劇団に入団。
此花商業学校で学び、19歳で関西大学専門部商科に進学するが、その年に学徒出陣令により徴兵され、学校での勉学は続けることができなかった。終戦まで海軍航空隊に所属し、このときの体験がその後の人生に強く影響を及ぼした。また、22歳のときに薬の副作用で左耳が難聴になってしまう。1951年（昭和26年）公開の松竹映画『地獄の血闘』に出演した際、共演した歌手の田端義夫に歌唱方法についてのアドバイスを受け、以後、鶴田は「左耳に左手を沿えて歌う」という独特の歌唱スタイルになった。また、歌う際のマイクの持ち方も独特で、白いハンカチで包んだマイクを右手で持ち右手小指を立てるというものだった。

### トップスターへ
1948年（昭和23年）、松竹入り。芸名の「鶴田浩二」は師匠の「高田浩吉」に由来する。映画界へ身を投じたものの、最初は大部屋に入れられた。いくつかの映画に端役で出演したが、すぐに頭角を現し、長谷川一夫主演の松竹『遊侠の群れ』で本格デビュー。1949年（昭和24年）、『フランチェスカの鐘』で初主演。佐田啓二、高橋貞二とともに松竹「青春三羽烏」と謳われヒットを連発。
1950年代に入ってからも甘い美貌と虚無の匂いを漂わせスター街道を上り続け、芸能雑誌『平凡』の人気投票で、2位の池部良、3位の長谷川一夫を大きく引き離しての第1位になる。マルベル堂のプロマイドの売上も1位となる。甘い二枚目からサラリーマン、侍、軍人、殺し屋、ギャングに至るまで幅広くこなす。
高田浩吉主催の打ち上げパーティ宴席で、高田は必ず「『締めを鶴田、歌え』、歌い終わると『相変わらず下手だな、皆さん酔いが醒めたところでお開きにしましょう』」と言ったのは高田の親心で、実は歌の訓練だった。
1952年（昭和27年）には戦後の俳優の独立プロ第1号となる新生プロ（クレインズ・クラブ）を興した。SKD（松竹歌劇団）のトップスター、ターキーこと水の江瀧子らが所属タレントとなった。恋人と噂された岸惠子と共演した戦後初の海外ロケ映画『ハワイの夜』（新生プロ制作）が大ヒット。戦後最大のロマンスといわれたが、岸が所属する松竹はそれを許さなかった。鶴田は自殺未遂事件を起こす。同年、「男の夜曲」で歌手デビュー。歌手としてもヒットを飛ばし戦後の日本を代表する大スターとなっていく。

### 襲撃事件

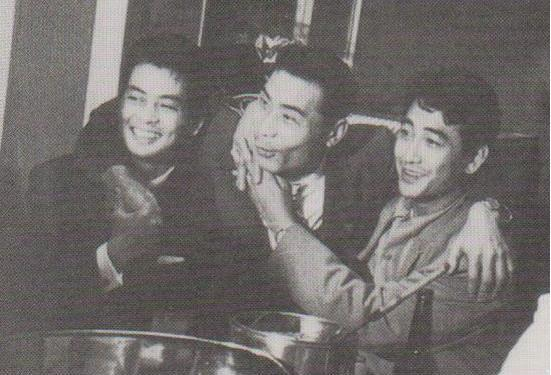
左から、小野満、田岡一雄、鶴田（1952年）

1953年（昭和28年）1月6日午後7時ごろ、大阪・天王寺で鶴田浩二襲撃事件が発生した。鶴田は美空ひばりの芸能界の兄貴的存在であり、ひばりの後ろ盾である山口組三代目組長の田岡一雄とは旧知の間柄であったにもかかわらず起きた事件であった。のちに田岡は鶴田と会う機会があったが、田岡は脅しや暴力に屈しない鶴田の筋を通す生き方を認め和解、親交を深めることになっていく。「三代目の前で堂々としているのは鶴田ぐらいのもの」と周囲が驚くほどであった。
1955年（昭和30年）、マネージャーの兼松廉吉が青酸カリを飲み死亡。1956年（昭和31年）1月15日、元山口組興行部の西本一三が関西汽船「ひかり丸」から海に落ち死亡。いずれも自殺とされているが、原因ははっきりしない。
映画界のトップスターを襲った鶴田浩二襲撃事件は大きく報道され、当時まだ一地方の組織であった山口組が一気に全国的知名度を持つことになった。それと同時に山口組の機嫌を損ねるとひどい目に遭うという恐怖を日本の芸能界興行界に定着させることになった。

### 新境地

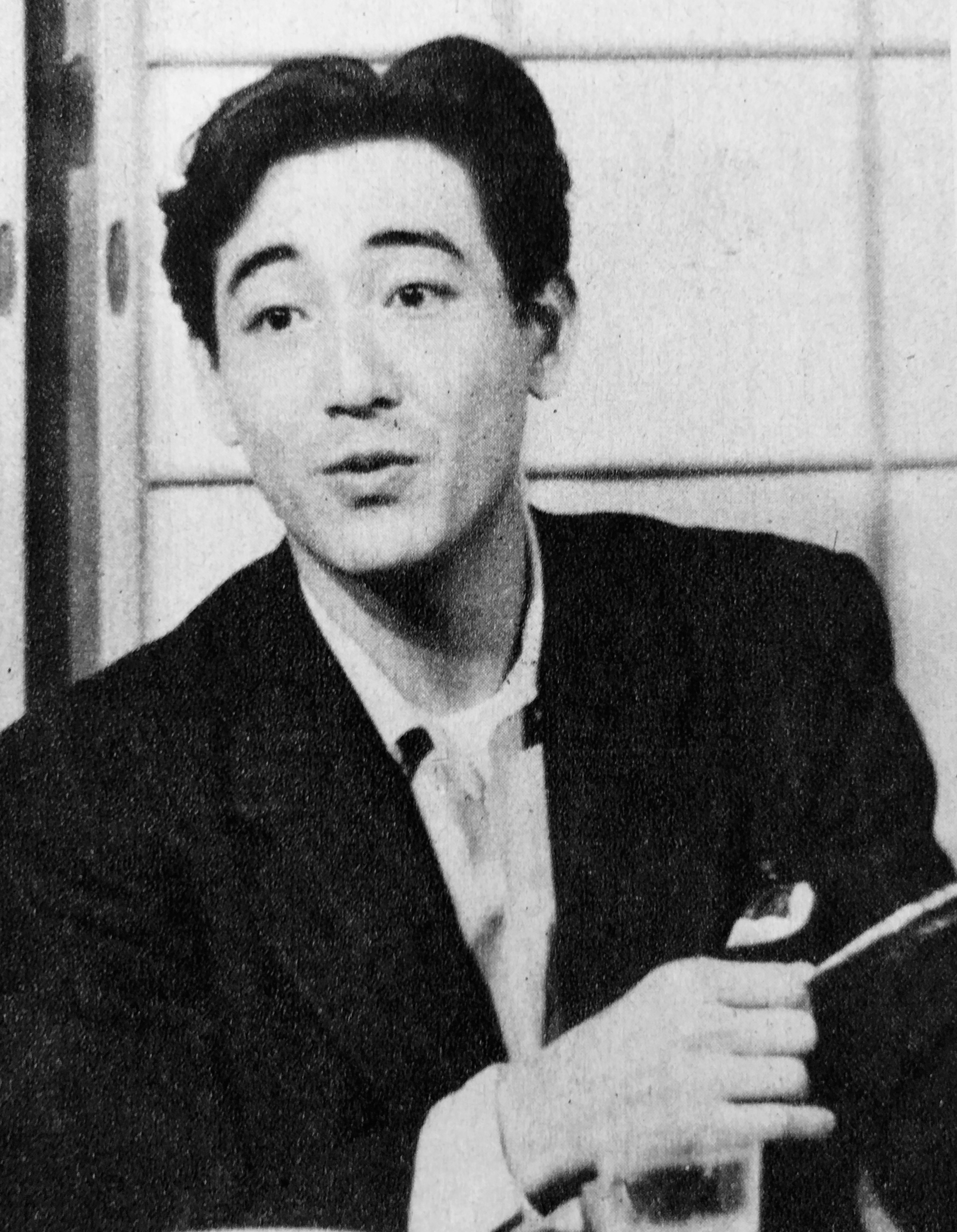
1954年

凄惨な事件の後も人気は衰えず、1953年（昭和28年）夏、『野戦看護婦』（児井プロ制作・新東宝配給）ではたった1日の拘束で出演料が300万円という日本映画史上最高額のギャラを得る。これまで松竹との契約ギャラが1本につき180万円で45日間拘束であった。ちなみにこの年の映画館の入場料は80円であった。もっとも松竹入社駆け出しのころは1本が15万円という薄給だった苦痛を味わっており、それが松竹退社と独立プロ設立につながったとマキノ雅弘監督はコメントしている。花道を通る間に真っ白い着物が女性ファンの口紅で真っ赤になるほど浩ちゃん人気は凄まじく、『平凡』や『明星』でも人気投票No.1を守り続け、昭和20年代最大のアイドルとして君臨した。裕次郎以前の映画界において抜群の集客力であった。
新生プロは『ハワイの夜』のほか『弥太郎笠』などヒット映画を複数出し、クレインズ・クラブ・プロも主宰したが、信頼していた経理担当者に2000万円を持ち逃げされ鶴田は独立プロの難しさを実感し、フリーとなり、松竹、新東宝、大映、東宝の各映画会社で主演した。だが東宝のプロデューサー藤本真澄は稲垣浩監督＆三船敏郎主演「宮本武蔵三部作」で佐々木小次郎を演じさせるために松竹から引き抜いたとコメントしており真偽は不明である。
1953年（昭和28年）には海軍飛行予備学生の手記集を原作とする独立プロ系作品『雲流るる果てに』に主演。レッドパージで浪人中だった家城巳代治監督、木村功ら新劇系の共演陣とは特攻観をめぐって対立することもあったが、夜を徹しての討論などでわだかまりを解き、初期の代表作となった。鶴田は試写で人目もはばからず泣き続け、「天皇陛下にご覧いただきたい」とも発言している。
東宝との契約では、必ずクレジットのトップとすること、専属マネージャーを帯同するなどの条項が入っていた。鶴田は東宝のスタジオにも大スターらしく、常に大勢の取り巻きを連れて入った。しかし、それは三船敏郎や戦前から活躍する大御所俳優、大監督でも専属のマネージャーはもちろん、付き人、個室もないという民主的な社風の東宝では、スタッフの反発を招いた。1955年（昭和30年）の『宮本武蔵 完結篇 決闘巌流島』では準主役で佐々木小次郎役の鶴田が、主演で宮本武蔵役の三船を差しおいてクレジットのトップとなった。
1955年、大映で山本富士子と共演した『婦系図 湯島の白梅』（衣笠貞之助監督。泉鏡花の名作『婦系図』の映画化）での美しく哀しい恋愛シーンは今も語り継がれている。しかし、1956年（昭和31年）の『日本橋』(市川崑監督。原作は同じく泉鏡花)にも出演予定だったが、撮影所所長と交際していた某女優を寝取るというスキャンダルを起こし、降板となる。
1958年（昭和33年）、東宝と専属契約を結ぶ。主演作を作り続けるが、専属初主演は『旅姿鼠小僧』で岡本喜八監督『暗黒街の顔役』と『暗黒街の対決』は興行的にも作品評価も高い成功作だが、いずれも名コンビだった三船敏郎の方が評価が高く単独主演ではかつてのような大ヒットに恵まれず、初めてのスランプを味わう。
1960年（昭和35年）、東映のゼネラルマネージャー的立場にあった岡田茂（のちの同社社長）が、第二東映の設立による役者不足を補うため、「現代劇も時代劇もできるいい役者はいないか」と俊藤浩滋に相談し、「それなら鶴田浩二がぴったりや」と俊藤が鶴田を口説き、当時は五社協定（このころは六社協定）があり移籍は難しかったが、東宝の藤本真澄プロデューサーに相談すると「どうぞ、どうぞ」と、東映に円満移籍となった。時代劇ブームを巻き起こした東映京都撮影所に比べヒットがなかった現代劇の東映東京撮影所の救世主となるべくして高待遇で迎えられる。第1回作『砂漠を渡る太陽』で医師役に扮したのをはじめ、現代劇、時代劇、ギャング物と数々のジャンルの作品に主演し、重厚な演技を見せたが、決定打に欠けていた。オールスターキャスト時代劇には一度も招かれず低予算映画ばかり出され腐っていた。
1963年（昭和38年）、『人生劇場 飛車角』に主演し大ヒットさせる。鶴田を主演で起用した岡田茂プロデューサーのカンのよさが、鶴田を任侠映画のスターに押し上げた。カムバックに成功し、ここから世に言う任侠映画ブームが始まる。時代劇の東映といわれた同社だが時代劇では客が入らなくなっており、多くの俳優、監督、スタッフを解雇せねばならぬほど社は傾いていた。この大ヒットを機にヤクザ映画会社に変貌を遂げ、成功。鶴田も任侠路線のトップスターとして高倉健とともに多くのヤクザ映画に出演。熱狂的な支持を得た。ヤクザ映画は、テレビの普及で他社の映画館に閑古鳥が鳴くなか、多くの観衆を集めつづけた。「人生劇場シリーズ」「博徒シリーズ」『明治侠客伝 三代目襲名』「関東シリーズ」「博奕打ちシリーズ」『人間魚雷 あゝ回天特別攻撃隊』、オールスターの「列伝シリーズ」の主演は特に有名。
1970年（昭和45年）12月25日にリリースしたシングル「傷だらけの人生」が大ヒット。1971年（昭和46年）の『第13回日本レコード大賞』で大衆賞、『第4回日本有線大賞』では大賞を受賞し、同名で映画化もされた。このヒットを契機にテレビの歌番組へも積極的に出演するようになり、自身の作品以外に軍歌や戦時歌謡などもレパートリーとした。
テレビドラマにも黎明期から出演している。中でも1976年（昭和51年） - 1982年（昭和57年）まで放送されたNHKのドラマ『男たちの旅路』シリーズ（山田太一原作）は大ヒットとなった。
1985年（昭和60年）に肺癌の診断を受けるが、本人には本当の病名が伏せられた。翌1986年（昭和61年）に病をおして主演したNHKのドラマ『シャツの店』が遺作となった。その後、闘病生活が続いたものの、1987年（昭和62年）6月16日に東京都新宿区の慶應義塾大学病院で死去。62歳没。鶴田の葬儀の際には多くの戦友や元特攻隊員が駆けつけ、鶴田の亡骸に旧海軍の第二種軍装（白い夏服）を着せたうえ、棺を旭日旗（いわゆる軍艦旗）で包み、戦友たちの歌う軍歌と葬送ラッパの流れる中を送られていった。弔辞は池部良が務めた。故人の遺志により墓碑は高野山奥の院、位牌は高野山大円院に安置されている。墓所は鎌倉霊園。

## 人物像
- 生前の右寄りの言動、また多くの軍歌を歌ったことや戦争映画の主演から「右翼」と評されることもあり、実際に右翼の街宣車による街頭行動の際、彼が唄う曲が流されることが多い。ただし鶴田自身は街宣右翼の言動に対しては不快感を露わにしていたという。「博奕打ち 総長賭博」を絶賛していた鶴田ファンの三島由紀夫と雑誌で対談して以来、同い年ということもあり親交を温めるようになる。反面、戦争指導者を憎むこと甚だしく、「東條英機は切腹するべきであった」（東條は拳銃で自決を図ろうとして失敗）、「特攻隊は外道の戦術」と公に批判していた(軍歌『同期の櫻』を唄う際には、涙ぐみながら唄う姿が見られた)。
- 『映画芸術』1968年1月号での三島由紀夫と大島渚の対談で、以下のやりとりがある（司会は小川徹）。小川「やくざ映画というのが最近はやって来ましたね」 三島「僕は大好きです」 小川「どういう風に好きですか?」 三島「鶴田浩二が好きなんですよ。よく東映に行くんですよ、恥ずかしくてね。モギリの女の子に顔見られるのがね」 小川「試写でもやらなくなったしね」 三島「ええ、それで、高倉健というのは僕あまり好きじゃないんですよ。あまり、颯爽としててね、反感持つね、嫉妬かもしれないけど、鶴田が好きです。ちょっと疲れた目の下がだぶってきて、何かじっと考えるでしょ、考えることなんか何もないですよね。だけど考える」 小川「そこがいいんですか」 三島「たまんないですよね、あれが。僕もああいう瞬間になったら、人間というのはね、こんな偉そうな空虚な議論してるときよりも、本当、考えるかもしれない。文士がものを考えるとか悩むとかということを、いろいろ小説で書いてるけどね。ああいうときの鶴田の悩み、分かってなくちゃいけないと思う。そうするとその結果おこることはね、子分のために身を捨てるとか、女のために切り込むとか、もう愚かな結果しかない。だけど人間結果で判断しちゃいけないですからね。あの悩んでるときの鶴田はありゃ深刻ですよ。いつも必ず、やっぱり悩むんです。着物着てね。こうじーっと考える。その考えてる顔いいですよ。ホント」 大島「正直にいえば何も考えてないんですけどね。考えない時間があるんですね、鶴田には。おそらく考えないんだと思うんです、ホントには。やっぱりこれは戦中派のいいとこで、考えないでやっている時間があったんだな」 三島「あったんだと思う。あいつね、自分の生活体験の中にあったんだと思う。そこまで役者をバカにしちゃ可哀想だと思う。やっぱりあった、必ず、それがにじむよ」 大島「そんな短時間でね、考えられる問題じゃないですよ。考えないんだけど行かなきゃならんというと、僕はあの顔にならざるを得ないと思う」 三島「あの顔はいいね。どうしても行かざるを得ないという前のね」 大島「どうしても行かなきゃならないという結果はもう分かっている。その前はね、もう考えるにはね、あまりにもう時間が短いんだよ」[17]。
- 特攻基地を飛び立つ戦友たちを見送っていった鶴田は、シベリアで倒れていった戦友たちを見ていた作曲家吉田正と親交が深かった。「鶴さん」「吉さん」と呼び合う仲で、鶴田のヒット曲のほとんどは彼の作曲のもの。
- 鶴田は、我が物顔で撮影所を闊歩する山本麟一に対して、態度が悪いとケンカを吹っかけたことがある。山本の大学時代の後輩で、山本のケンカ強さを知る高倉健は「鶴田さん止めましょう」と仲裁するものの、高倉の忠告を無視して鶴田は挑発を続けたため、山本は仕方なく応じた。結果、元ラグビー部である山本のタックルを受け、簡単に転がされてしまった。その後の鶴田と山本の人間関係は良好になった。
- 山本麟一が闘病生活を送っていた際、鶴田は病室の彼を見舞っている。看護婦や入院患者にサイン、握手など気さくに応じたという。悪役ばかり演じていて一般の方のイメージがよいとはいえなかった山本だが、「あの大スター鶴田浩二がわざわざ見舞うほどの人物なのか」と、評価が一変する。その後は山本に対する病院側の扱いがよくなったため、山本と山本の妻からとても感謝されている。
- 川谷拓三は駆け出しの大部屋俳優のころ、がんを宣告され余命いくばくもない兄のために、兄が大ファンだった鶴田に「どうか兄に一目会ってもらえませんでしょうか。お願いします！」と、無茶なお願いをした。大部屋俳優と大スター、本来なら声をかけることも許されない立場ではあったが、川谷の心情を察した鶴田は「ワシの顔見て、死んで行けるんならそれも供養や。行ってやるよ」と兄の入院する病院へ駆けつけた。鶴田と会うことのできた兄は数時間後に息を引き取ったが、死顔は安らかで満足そうであったという。これが縁で鶴田の付き人となり、鶴田の複数の主演映画で端役のチンピラを演じることとなる。鶴田の没後しばらくして、川谷はその恩に報いるため、回想番組に出演し、思い出話を語っている。
- ダン池田はニューブリードのバンドマスターとして、「紅白歌合戦」や「夜のヒットスタジオ」で指揮をしたミュージシャンだが、鶴田が出演する際は手書きの楽譜を持参し、必ず楽屋に挨拶に来てくれたと自署『芸能界本日モ反省ノ色ナシ』で回想している。「私は歌の方は素人です。芸術家の皆さん、何とかひとつよろしくお願いします」と大スターの鶴田が頭を下げていくため、背筋が伸びる思いだったという。
- ただ、鶴田の評判は必ずしも良好なものばかりではなく、好き嫌いが激しく屈折したプライドから周囲との衝突や暴言も多かったとされる[注釈 5]。撮影所において宇野重吉、加藤泰や三國連太郎とは口も利かなかったという。何か伝言しなくてはならないときには人を介し行った。その場合丹波哲郎が多かった[18]。誰とでも分け隔てなく鷹揚な丹波は性格的に正反対で、普段は苦手としていたが、戦時中、航空隊整備士官だった共通点もあり、人間的には相通じるものがあった。
- 山城新伍は自著[要文献特定詳細情報]で「当時は、新人俳優が楽屋周りを掃除することが慣習的になっていたが、“俺は芝居をやりに来たんだ。掃除しに来たんじゃねぇ！”って突っ張って一切の雑務を行わなかったし、若山先生側にいたこともあって、鶴田さんとか先輩からかなり嫌われた。かなりとんがってたからね」と述懐した。鶴田の存命中からラジオ番組で 「殺したい俳優がいて鶴田浩二という」 など実名をあげて非難していた。一例として 「あの人は必ず遅れてくる、それもわざと。あの人が大スターだというのは誰でも知っている。それをみんなの前でやらないと気が済まないんだ。1時間、2時間経っても鶴田さんが来ない。監督も痺れを切らして次の撮影に移行する。そうすると判で押したように鶴田さんが来て監督の横に椅子を置き撮影を見ている。おもむろに 〝監督、俺は誰だ？〟 はい？ 〝俺は誰だと聞いているんだ？〟 鶴田浩二さんです。〝鶴田浩二だろう？ 俺の撮影を先にやろう！〟 と言って現在の撮影をストップさせ自分の撮影に入らせる。そして悠然と撮影所を後にする。それの繰り返しで、それをみんなの前でわざとやるんだよ、あの人は！」と述べている。
- 反面、頼まれれば引立て役として若手を育てるため助演するのも厭わず、東宝移籍時に助監督だった福田純が監督昇進した第1作『恐るべき火遊び』に自ら申し出てワンカットだけ出演し、第2作『電送人間』にも主演した[19]。佐原健二が『空の大怪獣ラドン』撮影中に大怪我をした際に撮影を強行したことを知った鶴田は「佐原健二を殺す気か！」と東宝演技課に怒鳴り込んだ[20][21]。東映でも松方弘樹や梅宮辰夫などを公私にわたり可愛がり、松方は俳優だけでなく人生の師匠としても鶴田を慕い、葬儀では号泣した。
- 無類の野球好きとしても知られ、鶴田ヤンガースなる私設野球チームを率いたことがある。

### 「特攻崩れ」の虚実
上の記述の通り元海軍軍人である。若き特攻隊員の苦悩を描いた『雲ながるる果てに』（家城巳代治監督、1953年）に主演して以来、特攻隊の出身、特攻崩れだとしていたが、実際には元大井海軍航空隊整備科予備士官であり、出撃する特攻機を見送る立場だった。戦後、元特攻隊員と称するようになる者は多く、一つの流行でもあったが、鶴田はあまりにも有名人であるため同隊の戦友会にばれ猛抗議を受けるが、一切弁明はしなかった。黙々と働いては巨額の私財を使って戦没者の遺骨収集に尽力し、日本遺族会にも莫大な寄付金をした。この活動が政府を動かし、ついには大規模な遺骨収集団派遣に繋がることとなった。また、各地で戦争体験・映画スターとしてなどの講演活動も行った。生涯を通じて、亡き戦没者への熱い思いを貫き通した。これらの行動に、当初鶴田を冷ややかな目で見ていた戦友会も心を動かされ、鶴田を「特攻隊の一員」として温かく受け入れた。一方、鶴田の死後の娘の回想によると戦友会等からの苦情は一切なく、それは搭乗員ではなくとも鶴田を自分たちの一員と認めた元隊員らの配慮によるものだったと理解し感謝していたという。
特攻隊生き残りの経歴については、映画会社が宣伝の一環で捏造し、本人も積極的に否定せず、特攻崩れを自称する当時の風潮に迎合しただけというのが実情とされている。特攻隊員を見送る立場であった経験から、実際の特攻隊の生き残りよりも本物らしく演じ、『男たちの旅路』においてはこのイメージが最大限に活用された。第4部「流氷」では鶴田演じる吉岡司令補を杉本警務士（水谷豊）が「“あの頃はみんな純粋だった”だの、そんなに美化していいのか」と厳しく責めるシーンもある。

## 家族
妻との間に3子あり。三女左也香は、女優の鶴田さやか。
なお「弟」と称していた俳優の北斗学（北十学）は、若いころの恋人とのあいだに生まれた実子である。実孫としては、次女の長男（1人目の夫との子）は清元節三味線方の清元斎寿。次女の次男（再婚相手の7代目清元延寿太夫との子）は歌舞伎役者の二代目尾上右近、京都祇園安藤の若女将安藤加奈子である。

## 出演

### 映画

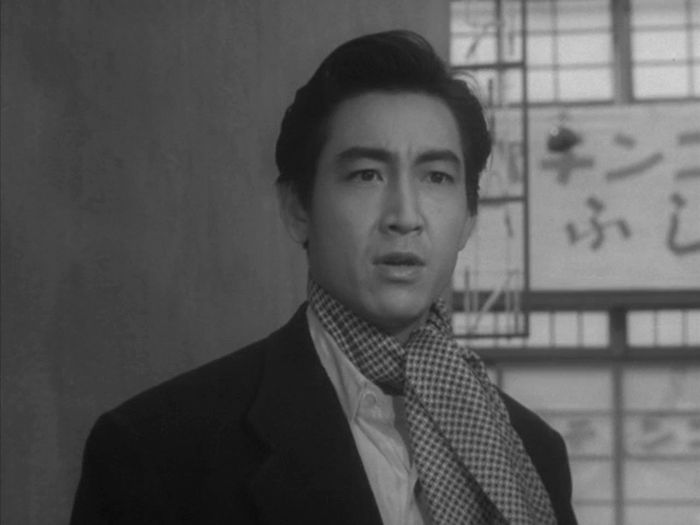
『本日休診』（1952年）

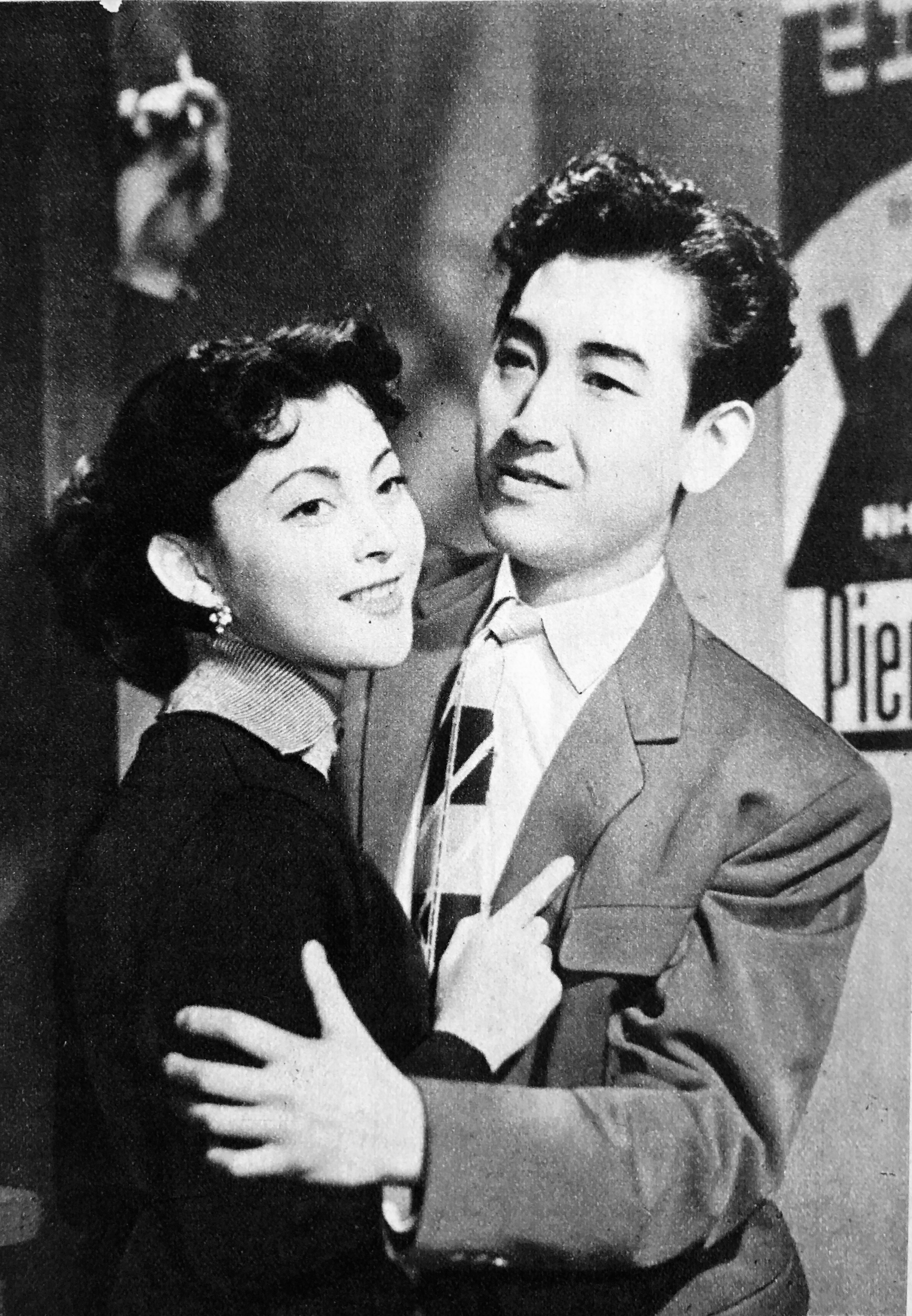
『男性NO.1』（1954年）。岡田茉莉子（左）と鶴田。

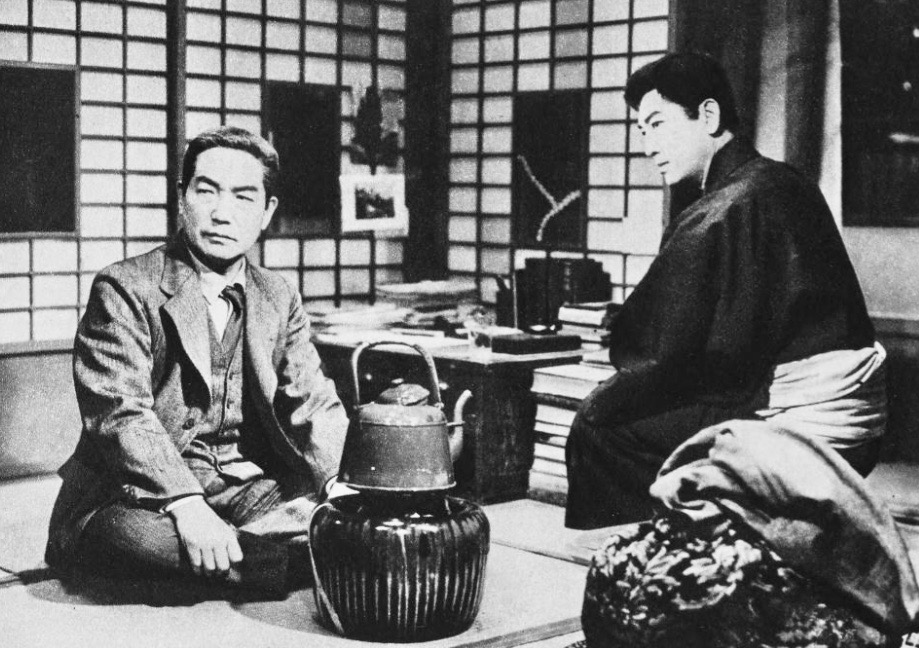
『人生劇場 飛車角』（1963年）

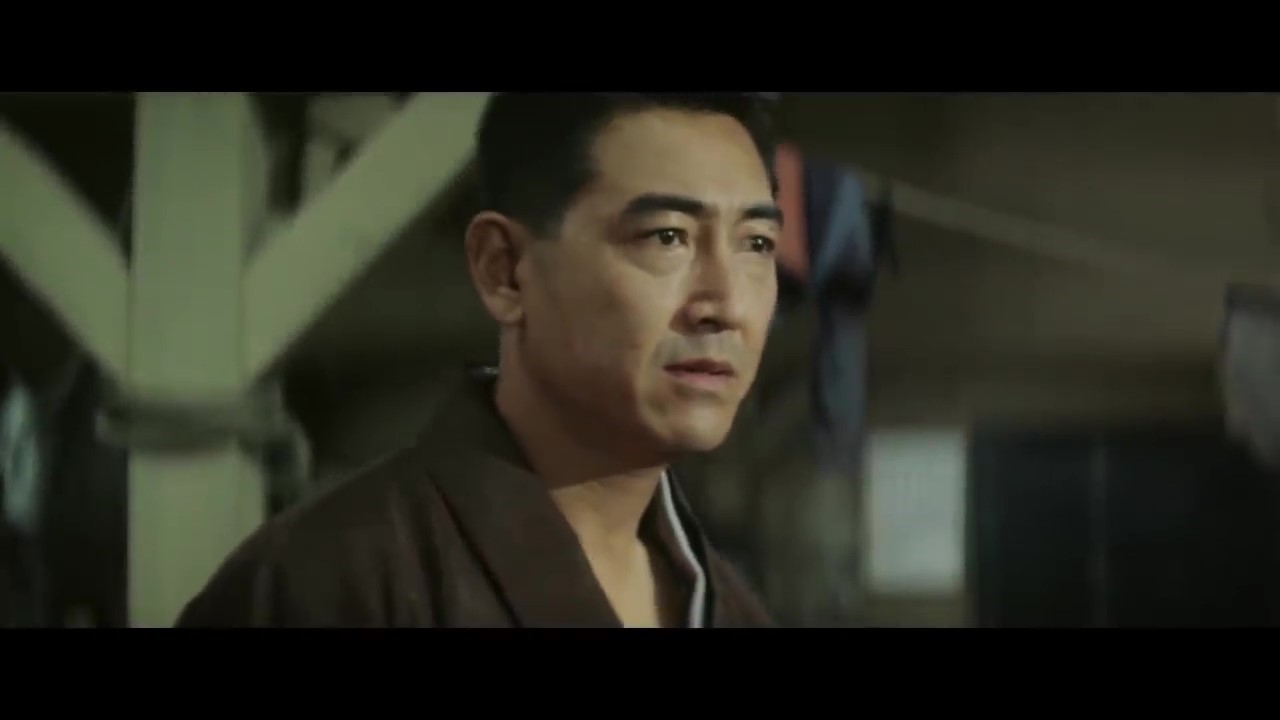
『日本侠客伝 関東篇』（1965年）

- 破戒（1948.12.6、松竹京都）：下宿人[注釈 6]
- 遊侠の群れ（1948.12.21、松竹京都）：佐吉
- わが恋は燃えぬ（1949.2.9、松竹京都）：壮士・久保光雄
- フランチェスカの鐘（1949.5.9、松竹京都）：棚橋省吾
- 殺人鬼（1949.6.29、松竹大船）：島本五郎
- 薔薇はなぜ紅い（1949.10.11、松竹京都）：魚住徹
- 恋愛三羽烏（1949.11.26、松竹京都）：津田安吉
- 影法師（松竹京都）：宇津木新二郎
  - 影法師 寛永坂の決闘（1949.12.25）
  - 続影法師 龍虎相搏つ （1950.1.8）
- 栄光への道（1950.2.19、松竹京都）：永井
- 危険な年齢（1950.4.1、松竹大船）：健太
- 童貞（1950.5.28、松竹大船）
- 春の潮 前篇（1950.6.16、松竹大船）
- 春の潮 後篇（1950.6.25、松竹大船）
- 接吻第一号（1950.8.5、松竹大船）
- 大学の虎（1950.8.19、松竹大船）：今井恭平
- 悲恋華（1950.9.16、松竹京都）
- エデンの海（1950.10.14、松竹京都＝綜芸プロ）：南條先生
- 薔薇合戦（1950.10.28、松竹京都＝映画芸術協会）：園池雀太郎
- 黒い花（1950.11.18、松竹京都）：浅川
- 地獄の血闘（1951.1.20、松竹京都）：宮下次郎
- 乾杯!若旦那（1951.2.4、松竹大船）：宇田川長吉
- 海を渡る千万長者（1951.3.1、松竹京都）：栗田
- 怪塔伝（1951.3.17、松竹京都）：菅野新四郎、矢部源之丞、安財芳太郎
- 男の哀愁（1951.4.13、松竹大船）：小島正夫
- 獣の宿（1951.6.8、松竹京都）：健
- 東京のお嬢さん（1951.7.6、松竹大船）：飛鳥正彦
- 若い季節（1951.7.19、松竹大船）：岸達夫
- 天使も夢を見る（1951.9.5、松竹大船）：淀川良平
- 飛び出した若旦那（1951.9.21、松竹大船）：鶴川浩工
- あの丘越えて（1951.11.1、松竹大船）：能代大助
- 唄くらべ青春三銃士（1952.1.7、松竹京都）：一木俊夫
- 若人の誓い（1952.2.1、松竹大船）：三谷良平
- 本日休診（1952.2.29、松竹大船）：加吉
- 東京騎士伝（1952.5.8、松竹大船）：山部真吉
- 坊ちゃん重役（1952.8.21、松竹大船）：長谷部山太郎
- お茶漬の味（1952.10.1、松竹大船）：岡田登
- 弥太郎笠 前後篇（1952.10.30、新東宝＝新生プロ）：りゃんこの弥太郎
- 学生社長（1953.1.3、松竹大船）：山地丈太郎
- ハワイの夜（1953.1.9、新東宝＝新生プロ）：加納明
- 闘魂（1953.3.5、松竹京都）：志摩次郎
- 岸壁（1953.4.22、松竹大船）：木本
- ひばりの歌う玉手箱（1953.4.29、松竹大船）
- 雲ながるる果てに（1953.6.9、重宗プロ＝新世紀映画）：大瀧中尉
- 野戦看護婦（1953.7.14、新東宝＝児井プロ）：山本海軍中尉
- 薔薇と拳銃（1953.9.22、新生プロ）：不死人（梶川昌三）
- 花の生涯 彦根篇 江戸篇（1953.10.14、松竹京都）：大関和七郎
- 蛮から社員（1954.1.3、松竹大船）：西村浩一
- 美空ひばりの春は唄から（1954.1.3、松竹大船）
- 叛乱（1954.1.3、新東宝）：中村上等兵
- 日の果て（1954.2.3、八木プロ＝青年俳優クラブ）：宇治中尉
- 愛染かつら（1954.4.21、大映東京）：津村浩三
- 昨日と明日の間（1954.6.15、松竹大船）：白戸魁太郎
- やくざ囃子（1954.6.30、東京映画＝滝村プロ）：弥太郎
- 浅草の夜（1954.7.14、大映東京）：山浦進
- 此村大吉（1954.9.1、大映京都）：此村大吉
- 忠臣蔵 花の巻・雪の巻（1954.10.17、松竹京都）：毛利小平太
- 結婚記（1954.11.16、クレインズ・クラブ）：北山悠一
- 顔役無用 男性No.1（1955.1.3、東宝）：ラッキョウの健
- 俺も男さ（1955.3.14、新東宝）：風巻大作
- 風雪講道館（1955.4.1、大映東京）：戸田雄次郎
- 獄門帳（1955.6.21、松竹京都）：三枝喬之助
- 宮本武蔵（東宝）：佐々木小次郎
  - 続宮本武蔵 一乗寺の決斗（1955.7.12）
  - 宮本武蔵 完結篇 決闘巌流島（1956.1.3）
- 女の学校（1955.8.21、宝塚映画）：佐山信一
- 愛の歴史（1955.9.7、東京映画）：小野木清
- 婦系図 湯島の白梅（1955.9.28、大映東京）：早瀬主税
- 帰って来た若旦那（1955.11.1、東宝）：岸本修一
- 応仁絵巻 吉野の盗族（1955.11.22、松竹京都）：右近
- あばれ行燈（1956.1.3、新東宝）：沼津の秋太郎
- 四人の誓い（1956.3.11、シネマプロデュース・サークル）：鶴見浩介
- 火花（1956.5.1、大映東京）：石塚譲二
- 無法者の島（1956.6.1、大映東京）：加川七郎
- 与太者と若旦那（1956.6.28、東宝）：藤井京太郎、沢田健
- 殉愛（1956.10.31、東宝）：伊東敏郎
- 眠狂四郎（東宝）：眠狂四郎
  - 眠狂四郎無頼控（1956.12.26）
  - 眠狂四郎無頼控 第二話 円月殺法（1957.4.2）
  - 眠狂四郎無頼控 魔剣地獄（1958.10.21）
- いとはん物語（1957.1.15、大映東京）：友七
- 慕情の河（1957.2.5、大映東京）：橋田洋介
- 柳生武芸帳（東宝）
  - 柳生武芸帳（1957.4.14）：霞の千四郎
  - 柳生武芸帳 双龍秘剣（1958.1.3）：大月千四郎（霞の忍者浮月斉の隠密）
- おしどり喧嘩笠（1957.5.22、新芸術プロ）：いろはの伊四郎
- 地獄花（1957.6.25、大映京都）：野伏の勝
- 最後の脱走（1957.8.18、東宝）：宗方軍医中尉
- 冥土の顔役（1957.10.22、大映東京）：南郷次郎
- 春高樓の花の宴（1958.1.29、大映東京）：大原光雄役
- 母（1958.3.5、大映東京）：山川
- 忠臣蔵（1958.4.1、大映京都）：岡野金右衛門
- 天竜しぶき笠（1958.4.22、大映京都）：中乗り新三
- 天保水滸伝（1958.5.13、松竹京都）：平手造酒
- 旅姿鼠小僧（1958.7.22、東宝）：次郎吉
- 弥次喜多道中記夫婦篇 弥次喜多道中双六（1958.12.7、東宝）：薬屋の鶴太郎
- 暗黒街シリーズ（東宝）
  - 暗黒街（1956.2.26）：主演・庄司隆夫
  - 暗黒街の顔役（1959.1.15）：主演・小松竜太
  - 暗黒街の対決（1960.1.3）：主演・村山鉄雄
- 愛情不動（1959.5.19、宝塚映画）：竹山要吉
- 森の石松（宝塚映画）：追分三五郎
  - 森の石松幽霊道中（1959.7.14）
  - 暴れん坊森の石松（1959.8.30）
- 戦国群盗伝（1959.8.9、東宝）：兄太郎虎雄
- 独立愚連隊（1959.10.6）：馬賊の兄妹ヤン亜東
- 夜を探がせ（1959.10.18、東宝）：佐伯五郎
- 日本誕生（1959.10.25）：熊曽弟建[2][3][22]（クマソタケルの弟）
- 夜霧の決闘（1959.12.1、宝塚映画）：続二郎（南健次）
- 電送人間（1960.4.10）：主演・桐岡勝[2][3][23]
- ハワイ・ミッドウェイ大海空戦 太平洋の嵐（1960.4.26）：友成大尉[2][3]
- 大学の山賊たち（1960.7.31、東宝）：先輩 湯山登
- 砂漠を渡る太陽（1960.8.24、東映東京）：曽田力
- 風流深川唄（1960.9.13、東映東京）：長蔵
- 半七捕物帖 三つの謎（1960.10.16、東映京都）：伊太郎
- 森の石松鬼より恐い（1960.11.22、東映京都）：小松村の七五郎
- 孤剣は折れず 月影一刀流（1960.12.11、東映京都）：神子上源四郎
- 俺が地獄の手品師だ（1961.1.15、東映東京）：早打ちサブ
- 鳴門秘帖（東映）：法月弦之丞
  - 鳴門秘帖（1961.1.26）
  - 鳴門秘帖 完結篇（1961.2.19）
- 地獄に真紅な花が咲く（1961.5.3、ニュー東映東京）：ハリケーンの鉄
- 白馬城の花嫁（1961.5.17、東映京都）：殿様小僧の霧太郎
- 花と嵐とギャング（1961.6.23、ニュー東映東京）：香港ジョー
- 荒原牧場の決闘（1961.7.15、ニュー東映東京）：谷川耕三
- 幽霊島の掟（1961.8.13、東映京都）：海蛇の麻之助
- モーガン警部と謎の男（1961.8.13、東映東京）：風早
- 黄色い風土（1961.9.23、ニュー東映東京）：若宮四郎
- 湖畔の人（1961.11.22、ニュー東映東京）：緒方覚太郎（三協電工資金課長）
- 南太平洋波高し（1962.1.9、東映東京）：大国
- 霧の港の赤い花（1962.2.21、東映東京）：沢田浩
- さくら判官（1962.2.28、東映京都）：松平直之介
- 誇り高き挑戦（1962.3.28、東映東京）：黒木
- 松本清張のスリラー 考える葉（1962.5.16）：井上代造
- ギャング対ギャング（1962.7.13、東映東京）：水原
- 地獄の裁きは俺がする（1962.8.4、東映東京）：尾崎
- 八月十五日の動乱（1962.8.22、東映東京）：中島浩
- 三百六十五夜（1962.9.9、東映東京）：宮島画伯
- 暗黒街最後の日（1962.10.12、東映東京）：中部恭介
- ギャング対Gメン（1962.11.2、東映東京）：東島量次
- 裏切者は地獄だぜ（1962.12.23、東映東京）：キューバのジョー
- 暗黒街の顔役 十一人のギャング（1963.1.15、東映東京）：権藤
- ギャング対Gメン 集団金庫破り（1963.2.23、東映東京）：菊川志郎
- 人生劇場 飛車角シリーズ（東映東京）：飛車角
  - 人生劇場 飛車角（1963.3.16）
  - 人生劇場 続飛車角（1963.5.25）
  - 人生劇場 新飛車角（1964.3.1）
  - 人生劇場 飛車角と吉良常（1968.10.25）
- 暗黒街最大の決斗（1963.7.13、東映東京）：大平健一
- 暴力団（1963.8.7、東映東京）：桜木譲
- 昭和侠客伝（1963.10.5、東映東京）：重宗千造
- 次郎長三国志（東映京都）：次郎長
  - 次郎長三国志（1963.10.20）
  - 続・次郎長三国志（1963.11.10）
  - 次郎長三国志 第三部（1964.2.8）
  - 次郎長三国志 甲州路殴り込み（1965.8.25）
- ギャング忠臣蔵（1963.10.20、東映東京）：田原星夫
- 東京ギャング対香港ギャング（1964.1.1、東映東京）：藤島
- 銃殺（1964.6.20、東映東京）：安東大尉
- 博徒シリーズ（東映京都）
  - 博徒（1964.7.11）：立花猪三郎
  - 監獄博徒（1964.10.21）：立花猪三郎
  - 博徒対テキ屋（1964.12.24）：貴島竜太郎
  - 博徒七人（1966.7.9）：柏木半次郎
  - 三人の博徒（1967.12.1）：大島直次郎
  - 博徒解散式（1968.2.9）：黒木徹
  - 博徒一家（1970.3.29）：橘清次郎
  - 博徒外人部隊（1971.1.12）：郡司益夫
  - 博徒斬り込み隊（1971.10.14）：相羽雄作
- 竜虎一代（1964.9.23、東映東京）：草刈信次郎
- 顔役（1965.1.3、東映東京）：中神正治
- 日本侠客伝シリーズ（東映京都） 
  - 日本侠客伝 浪花篇（1965.1.30）：冬村吾郎
  - 日本侠客伝 関東篇（1965.8.12）：江島勝治
  - 日本侠客伝 血斗神田祭り（1966.2.3）：長次
  - 日本侠客伝 昇り龍（1970.12.3）：島崎勇次
- いれずみ判官（1965.2.25、東映京都）：遠山金四郎
- 関東シリーズ（東映京都）
  - 関東流れ者（1965.4.18）：大谷清次郎
  - 関東やくざ者（1965.7.10）：大谷清次郎
  - 関東破門状（1965.10.31）：秩父弥三郎
  - 関東果し状（1965.12.31）：滝井政次郎
  - 関東やくざ嵐（1966.5.3）：尾形菊治
- 暗黒街仁義（1965.6.13、東映東京）：津吹徹
- 明治侠客伝 三代目襲名（1965.9.18）：菊地浅次郎
- 任侠男一匹（1965.10.15、東映東京）：黄昏の菊次郎
- 無頼漢仁義（1965.12.4、東映東京）：稲村修
- 昭和最大の顔役（1966.2.25、東映東京）：緒形直治
- 日本大侠客（1966.3.19、東映京都）：吉田磯吉
- 兄弟仁義シリーズ（東映京都）
  - 兄弟仁義（1966.4.23）：藤上栄次郎
  - 続兄弟仁義（1966.8.13）：稲上長次郎
  - 兄弟仁義 関東三兄弟（1966.12.30）：一力良次郎
  - 兄弟仁義 続・関東三兄弟（1967.5.20）：末広勝次郎
  - 兄弟仁義 関東命知らず（1967.8.12）：稲上長次郎
  - 兄弟仁義 関東兄貴分（1967.12.23）：稲上長次郎
- 遊侠三代（1966.5.15、東映東京）：榊原勇次郎
- 大陸流れ者（1966.6.19、東映東京）：国分銀次郎
- 日本暗黒街（1966.8.26、東映京都）：影山威
- 侠客三国志 佐渡ケ島の決斗（1966.10.1、東映東京）：菊乃井清次郎
- お尋ね者七人（1966.11.19、東映京都）：柏木半次郎
- 暗黒街シリーズ 荒っぽいのは御免出せ（1967.1.14、東映京都）：相良徹
- 博奕打ちシリーズ（東映京都）
  - 博奕打ち（1967.1.28）：海津銀次郎
  - 博奕打ち 一匹竜（1967.5.3）：相生宇之吉
  - 博奕打ち 不死身の勝負（1967.7.8）：朝倉常太郎
  - 博奕打ち 総長賭博（1968.1.14）：中井信次郎（天龍一家六人衆・中井組組長）
  - 博奕打ち 殴り込み（1968.3.30）：小嵐幸次郎
  - いかさま博奕（1968.9.3）：明石常次郎役
  - 必殺博奕打ち（1969.9.6）：保科金次郎
  - 博奕打ち 流れ者（1970.4.18）：舟木栄次郎
  - 札つき博徒（1970.9.9）：柏木竜次
  - 博奕打ち いのち札（1971.2.13）：相川清次郎
  - 博奕打ち外伝（1972.7.30）：江川周吉（一匹狼船頭組頭）
- 組織暴力（1967.2.25、東映東京）：特別出演
- 男の勝負 仁王の刺青（1967.3.10、東映京都）：小浪竜次郎
- 解散式（1967.4.1、東映東京）：沢木隆三
- あゝ同期の桜（1967.6.3、東映京都）：陣之内大尉
- 男涙の波門状（1967.6.17、東映京都）：菊石直治
- 渡世人（1967.7.30、東映東京）：三上俊彦
  - 続渡世人（1967.11.23、東映東京）：早川俊吉
- 浪花侠客伝 度胸七人斬り（1967.8.26、東映京都）：直木栄次郎
- 人間魚雷 あゝ回天特別攻撃隊（1968.1.3、東映京都）：大里史郎
- 男の勝負 白虎の鉄（1968.1.27、東映京都）
- 極道（1968.3.5、東映京都）：杵島正
- 代貸（1968.4.19、東映東京）：岡本隆三
- 馬賊やくざ（1968.5.21、東映京都）：南洋之助役
- あゝ予科練（1968.6.1、東映東京）：桂大尉
- 列伝シリーズ（東映京都）
  - 侠客列伝（1968.8.1）：直木浅次郎
  - 博徒列伝（1968.12.28）：若松勇次郎
- 裏切りの暗黒街 （1968.8.14、東映東京）：矢島伍郎
- 緋牡丹博徒シリーズ（東映京都）
  - 緋牡丹博徒 一宿一飯（1968.11.22）：風間周太郎
  - 緋牡丹博徒 鉄火場列伝（1969.10.1）：仏壇三次
  - 緋牡丹博徒 お命戴きます（1971.6.1）：結城菊太郎
- 戦後最大の賭場（1969.4.19、東映京都）：五木政治
- 日本暴力団シリーズ（東映東京）
  - 日本暴力団 組長（1969.7.8）：塚本鉄男
  - 日本暴力団 組長と刺客（1969.11.20）：堀田光雄
  - 日本暴力団 組長くずれ（1970.6.20）
  - 日本暴力団 殺しの盃（1972.5.27）：一色宏治
- 賞金稼ぎ（1969.8.13、東映京都）：徳川家重
- 日本暗殺秘録（1969.10.15、東映京都）：磯部浅一
- 渡世人列伝（1969.12.27、東映京都）：稲垣長吉
- 現代任侠道 兄弟分（1970.1.20、東映東京）：中部政治
- 血染の代紋（1970.1.31、東映東京）：黒木徹
- 任侠興亡史 組長と代貸（1970.2.21、東映東京）
- 最後の特攻隊（1970.10.29、東映東京）：宗方大尉
- 女渡世人（1971.1.23、東映京都）：筑波常治
- 日本やくざ伝 総長への道（1971.3.6、東映京都）：河合己之吉（河合組貸元）
- 暴力団再武装（1971.5.8、東映東京）：若竹勇
- 傷だらけの人生（1971.7.3、東映京都）：大島清治
- 昭和残侠伝 吼えろ唐獅子（1971.10.27、東映東京）：三州政治
- 任侠列伝 男（1971.12.3、東映京都）：杉山竜吉
- 傷だらけの人生 古い奴でござんす（1972.1.22、東映京都）：大西栄次郎
- 関東緋桜一家（1972.3.4、東映京都）：旅清
- ギャング対ギャング 赤と黒のブルース（1972.4.14、東映東京）：加納信之
- 着流し百人（1972.10.12、東映京都）：山田角太郎
- 日蔭者（1972.11.21、東映京都）：小池鉄太郎
- 昭和残侠伝 破れ傘（1972.12.30）：晴雨弥三郎
- 三池監獄 兇悪犯（1973.5.12、東映京都）：友時常次（通称・北海常無期従刑囚）
- あゝ決戦航空隊（1974.9.14、東映京都）：大西瀧治郎
- やくざ戦争 日本の首領（1977.1.22）：辰巳周平（若頭）
- 日本の仁義（1977.5.28、東映京都）：大橋桂造
- ゴルゴ13 九竜の首（1977.9.15）：調達屋・重宗千造
- 人間の証明（1977.10.8）：那須警部
- 聖職の碑（1978.9.23）：赤羽長重
- 総長の首（1979.3.24、東映京都）：有田栄吉
- 黄金の犬（1979.6.2）：安高則行
- 戒厳令の夜（1980.7.5）：鳴海望洋
- 青春の門（1981.1.15）：矢部虎
- ちゃんばらグラフィティー 斬る!（1981.4.11、東映京都）
- 連合艦隊（1981.8.8）：伊藤整一（第二艦隊長官）[2][3]
- 制覇（1982.10.30）：大友兼継（病院長）
- 修羅の群れ（1984.11.17）：横山新二郎
- 最後の博徒（1985.11.16、東映京都）：菅田猛雄

### テレビドラマ
- ナショナルTVホール『サンドイッチマン物語』（1957年、ラジオ東京テレビ）
- 江戸っ子記者（1958年、日本テレビ）
- 鶴田浩二アワー（1958年 - 1959年、日本テレビ）
- 鶴田浩二シリーズ（1959年 - 1960年、フジテレビ）
- 東芝日曜劇場（TBS）
  - 『栄光の旗』（1965年）
  - 『鳥よ…』（1984年、毎日放送）
- 上方武士道（1969年、日本テレビ/東映）
- 長谷川伸シリーズ『沓掛時次郎』（1972年、NET/東映）：沓掛時次郎
- 新選組（1973年、フジテレビ）：近藤勇
- 男たちの旅路（1976年 - 1982年、NHK）：司令補・吉岡晋太郎
- 非情のライセンス 第2シリーズ（NET/東映）：沢木二郎
  - 第113話「男（前編）」（1977年1月6日）
  - 第114話「男（後編）」（1977年1月13日）
- 大河ドラマ （NHK）
  - 『黄金の日日』（1978年） - 千利休
  - 『獅子の時代』（1980年） - 大久保利通
  - 『山河燃ゆ』（1984年） - 東郷茂徳
- 大空港（1978年 - 1980年、フジテレビ/松竹）：加賀弘之警視
- 土曜ワイド劇場『女弁護士 朝吹里矢子』シリーズ（テレビ朝日/東映）：藪原勇之進
  - 第1作「黒白の暗示」（1978年）
  - 第2作「天使の証言」（1978年）
  - 第3作「囁く手首の謎」（1979年）
  - 第4作「三重逆転! 完全犯罪」（1980年）
  - 第5作「華やかな狙撃者」（1981年）
  - 第6作「レイプされた恋人」（1982年）
  - 第7作「モーテルの女が消えた!」（1983年）
- 悪党狩り（1980年 - 1981年、東京12チャンネル/松竹/藤映像コーポレーション）：新村出
- 警視庁殺人課（1981年、テレビ朝日/東映）：刑事部長・田丸隆一郎
- 勇者は語らず いま、日米自動車戦争は（1983年、NHK） - 山岡悠吉
- 月曜ワイド劇場『義母と小姑』（1983年、テレビ朝日/国際放映）
- 火曜サスペンス劇場『父にかかる電話』(1985年9月17日、日本テレビ/松竹）：刑事・茂竹昌守
- シャツの店（1986年、NHK） - 磯島周吉[注釈 7]

## 歌手活動

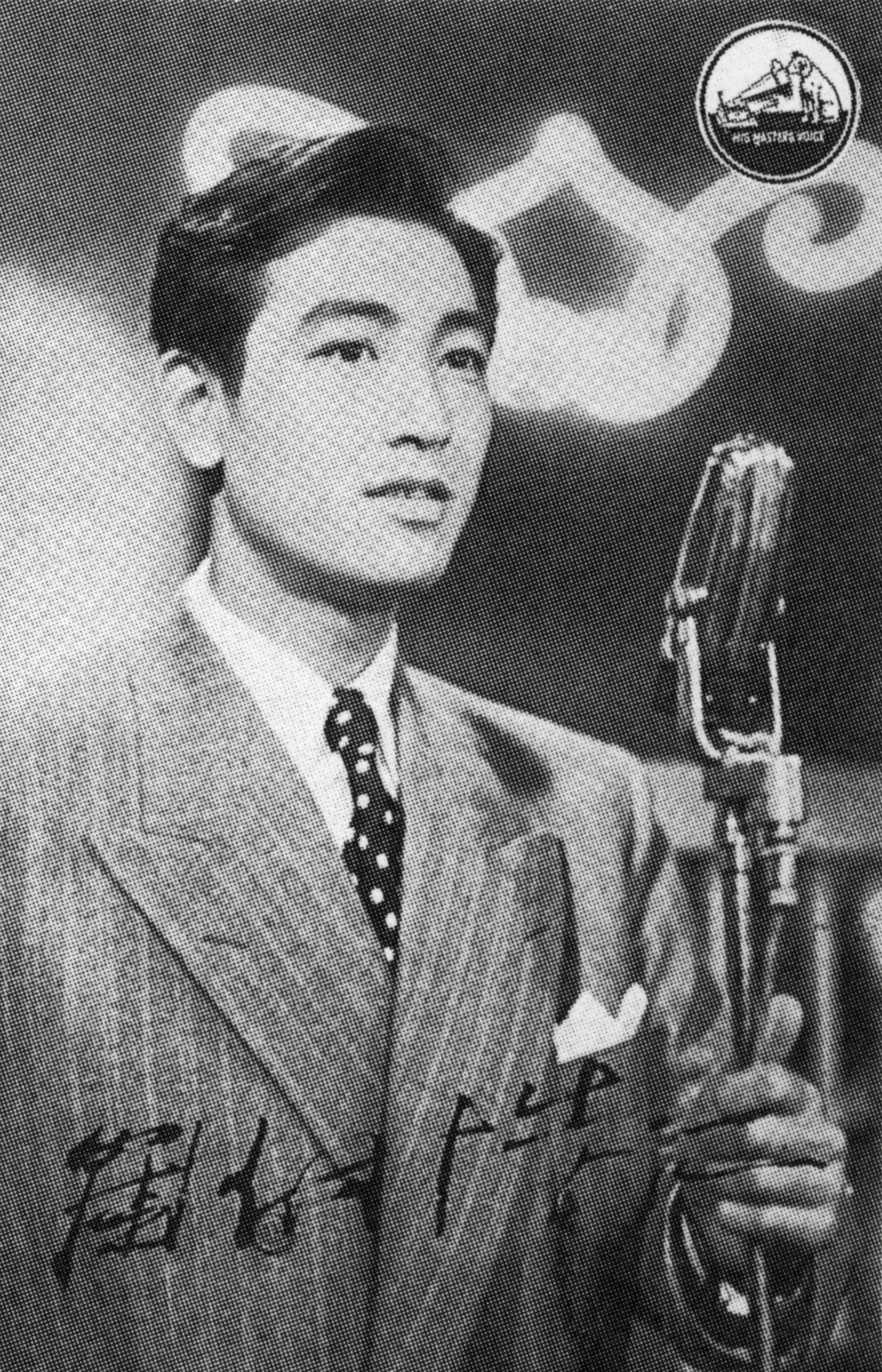
歌手としてのイメージを収めたブロマイド（1950年代）

1949年（昭和24年）の「男の夜曲」で歌手活動を始める。これは、師匠の高田浩吉から「鶴田は歌が上手い」と聞いたポリドールに懇願されたことによるものであった。
しかし、本人はこのデビュー曲について「嫌々連れていかれたスタジオで、無理やりレコーディングさせられた曲」と後年語っている。それが40年近い歌手人生のスタートであったが、それ以来彼は歌う場面であってもあくまで「俳優の鶴田浩二」として挨拶し、歌手が本職であるという態度は終生取らなかった。「歌手は本業ではない」という謙虚さゆえか、ハンドマイクで歌う際は持ち手をハンカチで包むようにして手の汗が付かないよう気遣いを見せた。上述にもあるように左手を左耳に添え、音程を確かめるように歌う姿とともに、「鶴田独自の歌唱スタイル」として広く知られることとなった。
1960年（昭和35年）ごろまでの歌手としての鶴田は、甘い歌声で恋愛を主とした映画主題歌などを歌うことが多かったが、「好きだった」ヒット後はそれほど大きなヒットに恵まれなかった。しかし1960年代半ばから任侠映画や戦争映画への出演が増えたのに伴い、任侠や中年男の悲哀、そして戦友への鎮魂歌(主に軍歌)を、渋みの加わった声で熱唱する新たな一面を見せるようになっていった。それを代表するのが「傷だらけの人生」、そして「同期の桜」である。また、こうしたオリジナル曲のほかに、鶴田は軍歌も多数歌っている。
また、戦前の流行歌のカバーのほか、フランク永井・和田弘とマヒナスターズ・石原裕次郎などのカバーもしており、生涯歌った曲は約200曲を数える。
2009年（平成21年）、実娘・鶴田さやかはCD「涙の宝石」内で、現在の編集技術を使って「赤と黒のブルース」「好きだった」の2曲で鶴田とデュエットしている。

### シングル

#### 初期
- 男の夜曲（1949年、ポリドール）
藤田まさと作詞、舟尾勇雄作曲。
歌手デビュー作品。
- 頬寄せて（1951年、日本コロムビア）
藤田まさと作詞、万城目正作曲。
美空ひばりとのデュエット曲。

#### ビクター時代
- 若人の誓い（1951年）
佐伯孝夫作詞、加藤光男作曲。
これ以後、鶴田はビクターで活動。
- さすらいの舟唄（1952年）
佐伯孝夫作詞、吉田正作曲。
- 彌太郎笠（1952年）
佐伯孝夫作詞、佐々木俊一作曲。
映画『彌太郎笠』主題歌。
- 彌太郎旅唄（1952年）
佐伯孝夫作詞、佐々木俊一作曲。
榎本美佐江とデュエット。
- ハワイの夜（1952年）
佐伯孝夫作詞、司潤吉作曲。
映画「ハワイの夜」主題歌。
- 街のサンドイッチマン（1953年）
宮川哲夫作詞、吉田正作曲。
最初の大ヒット作。
- 赤と黒のブルース（1955年）
宮川哲夫作詞、吉田正作曲。
ムード歌謡黎明期を代表する一曲。
- 好きだった（1956年）
宮川哲夫作詞、吉田正作曲。
のちに和田弘とマヒナスターズがカバー。
- 幸福の星（1960年）
村尾昭作詞、吉田正作曲。
カップリングの「想い出にしないで」では、松尾和子とデュエット。
- 無情のブルース（1965年）
木賊大次郎作詞、小西潤作曲。
映画「関東流れ者」主題歌。
- 歌謡組曲「名もない男の詩」（1968年）
以下の曲と鶴田の台詞によって構成される長編組曲。鶴田の半生を振り返ったもので、終戦後二十数年間の鶴田の心模様が投影されている。このうち、「いいじゃないか」（「センチメンタル・レイン」にカップリング）と、「リーサに逢いたい」（詞は若干異なる）「名もない男のブルース」とはそれぞれシングル化。なお、ここで「同期の桜(台詞)」とあるが、これはのちに発表される「同期の桜(台詞)」とは別のものである。
  1. 「名もない男の詩テーマ（序章）」
吉田正作詞・作曲
  2. 「名もない男のブルース」
宮川哲夫作詞、吉田正作曲
  3. 「同期の桜（台詞）」
大村能章作曲
  4. 「二人の愛」
吉田正作詞作曲
  5. 「いいじゃないか」
井田誠一作詞、吉田正作曲
  6. 「貨物船（）の男」
吉田正作詞作曲
  7. 「リーサに逢いたい」
宮川哲夫作詞、吉田正作曲
  8. 「名もない男のブルース」
  9. 「名もない男の詩テーマ（終章）」
- 同期の桜（台詞）（1970年）
小野榮一作詞（西条八十原詞）、大村能章作曲。LP『あゝ軍歌』からのシングルカット。
歌詞の使用権の問題により、鶴田作成で特攻隊員の遺書の形をとる「台詞」を「同期の桜」のメロディにのせて朗読。後年、彼は「台詞」のあとに「同期の桜」を歌うバージョンもレコーディングしている。
「元特攻隊員・鶴田浩二」のイメージを定着させた。
- 戦友よ安らかに（1970年）
小野榮一作詞、吉田正作曲。
「同期の桜（台詞）」のカップリング曲。本人作詞で、戦友への鎮魂の思いが色濃く出ている作品。
- 傷だらけの人生（1971年）
藤田まさと作詞、吉田正作曲。
日本レコード大賞大衆賞受賞作。シングル売上で最大のヒット曲である。
- 男（1971年）
藤田まさと作詞、吉田正作曲。
映画「任侠列伝 男」主題歌。
- 望郷の町で/生きる
阿久悠作詞、吉田正作曲。
- 日陰者（1972年）
藤田まさと作詞、吉田正作曲。
映画「日陰者」主題歌。
- あゝ戦友（1975年）
柴田よしかず作詞、豊田あつし作曲。
カップリング曲は「特攻隊節」。
- たんぽぽの花（1978年）
作詞・作曲者不詳、曽我部博士補作。
特攻隊員の愛唱歌だったという。
- 散る桜残る桜も散る桜（1979年）
曽我部博士作詞、吉田正作曲。
- 想われ人は想い人/シンギング・ボトル（1981年）
星野哲郎作詞、吉田正作曲。
三沢あけみとデュエット。
- 望郷歌（）（1987年）
荒木とよひさ作詞、吉田正作曲。
遺作。鶴田の死の約2か月後に発売。晩年の数年間には、この曲のようにしみじみとした歌謡曲を多く歌っていた。

### アルバム
- あゝ軍歌（1970年、ビクター、SJX-32）
- ブルースを唄う（ビクター、SJX-84）
- 男/傷だらけの人生 鶴田浩二男の世界（1971年、ビクター、SJV-525）
- 男の詩 - NHK「ビッグ・ショー」放送番組より（1977年、ビクター、SJX-10188）

## 関連書籍
- 杉井輝応『鶴田浩二』（セイント・マーク、1997年）
- カーロン愛弓『父・鶴田浩二』（新潮社、2000年）
- 鶴田さやか『父・鶴田浩二の影法師　末娘が綴った銀幕スタアの真実』（マガジンハウス、2000年）
- 須藤久『鶴田浩二が哭いている 野坂昭如氏への決闘状』（二十世紀書院、1988年）
- 『尚武のこころ』（日本教文社、1970年）：三島由紀夫との対談

『刺客と組長―男の盟約』のタイトルで所収。
※ 1969年（昭和44年）、雑誌『週刊プレイボーイ』」7月8日号に『「刺客と組長」―その時は、お互い日本刀で斬り込むという男の盟約』のタイトルで掲載されたもの。